# Sundarion apicalis
Sundarion apicalis är en insektsart som beskrevs av Ernst Friedrich Germar. Sundarion apicalis ingår i släktet Sundarion och familjen hornstritar. Inga underarter finns listade i Catalogue of Life.